# 왕웨이롄
왕웨이롄(Weiryen Wang, 1982)은 중국의 작가이다. 칭하이성 옌현 출신인 그는 중국의 대표적인 바링허우 현대소설 작가이다. 왕웨이롄은 2004년 중산대학 인류학과를 졸업했다.

## 주요 작품

### 장편소설
- 『구조된 사람獲救者』

### 중편소설
- 『법 삼부곡‘法’三部曲』
- 『내면의 얼굴內?』
- 『지문 없는 사람沒有指紋的人』
- 『두 번째 사람第二人』

### 단편소설
- 『전도된 삶倒立生活』
- 『사직辭職』
- 『믿음직스러운 남자信男』

### 산문
- 『잡동사니를 위해 푸가를 작곡하다爲雜物譜寫賦格』

### 국내 작품
- 『책물고기[3]』- 글항아리, 2018년 10월 12일 출판
- 『포스트 라이프[4]』- 글항아리, 2021년 1월 11일 출판

## 작품 특징
그의 작품은 사상과 예술의 긴장이 가득한 것이 특징, 형이하학적인 신선한 디테일과 형이상학적인 사변을 겸비한 언어로 철저히 인간성을 해부하여 남다른 시각과 호소력, 괴이하고도 신비로움.
1. ↑  ,바링허우의 정의(네이버 지식백과)
2. ↑  ,왕웨이롄 관련 기사
3. ↑  ,책물고기 구매 링크(네이버 도서)
4. ↑  ,포스트 라이프 구매 링크(네이버 도서)